# 薩姆納山 (加利福尼亞州)
薩姆納山（英語：Sumner Hill）是位於美國加利福尼亞州馬德拉縣的一個非建制地區。該地的面積和人口皆未知。

## 地理
薩姆納山的座標為36°57′21″N 119°45′01″W / 36.95583°N 119.75028°W，而該地的平均海拔高度為163米（即535英尺）。